# Umidità specifica

Umidità specifica in funzione della temperatura, con pressione atmosferica di 1000 hPa

L'umidità specifica è una grandezza fisica che rappresenta il rapporto tra la massa dell'umidità presente in una determinata massa d'aria secca in relazione a quest'ultima massa d'aria.

## Definizione
Si definisce come il rapporto tra la massa del vapore acqueo mv e la massa dell'aria secca ms in un determinato volume:
{\displaystyle q={\frac {m_{v}}{m_{s}}}}
dove mv sono i chilogrammi di vapore acqueo e ms i chilogrammi d'aria secca. Più spesso, per il vapore acqueo si usano comunque i grammi.
Nella letteratura scientifica si può trovare anche un'altra definizione di umidità specifica, come rapporto tra la massa del vapore acqueo e la massa d'aria umida (ovvero miscela tra aria secca e vapore).
In termodinamica, però, si preferisce la definizione di umidità specifica basata sull'aria secca; infatti, questa non varierà mai nei normali processi termodinamici (sopra la temperatura di 132 K), al contrario della massa di aria umida (per esempio: con la condensazione del vapore nell'aria umida, il fluido può essere facilmente sottratto).
L'umidità specifica è legata al rapporto di mescolanza (r) dalle seguenti relazioni:
{\displaystyle q={\frac {r}{1+r}}}
{\displaystyle r={\frac {q}{1-q}}}
Numericamente, l'umidità specifica e il rapporto di mescolanza sono quasi uguali:
{\displaystyle q\approx r}
e quindi:
{\displaystyle q\approx 622{\frac {e}{p-e}}\;{\begin{matrix}\mathrm {g_{v}} \\\mathrm {kg} \end{matrix}}}
Alle temperature normali, il valore di q è all'incirca 5-20 gv/kg a livello del suolo (equivalenti a 0,5-2% dell'aria) e 0,1 gv/kg nella media troposfera (equivalente a 0,01%).

## Calcolo
Tale valore d'umidità specifica è ottenibile conoscendo la pressione atmosferica in millibar (è equivalente all'ettopascal/hPa) e la temperatura dell'aria in gradi Celsius, utilizzando la formula per ricavare la pressione di vapore e il rapporto di mescolanza (tale rapporto ha un risultato del tutto simile al nomogramma di Herloffson), potendo conoscere così il valore istantaneo dell'umidità specifica.
{\displaystyle P_{0}=6,11\cdot 10^{\left({7,5\cdot T \over 237,7+T}\right)}}
{\displaystyle r={622\cdot P_{0} \over P_{atm}-P_{0}}}
{\displaystyle q={r\cdot UR \over 100}}
dove:
- T è la temperatura
- P0 è la pressione di vapore
- Patm è la pressione atmosferica
- r è il rapporto di mescolanza
- UR è l'umidità relativa
- q è l'umidità specifica

Il valore della formula del rapporto di mescolanza, moltiplicato per l'umidità relativa ci fornisce l'umidità specifica dell'aria esaminata.